# Robert Crowther
Robert Crowther, né le 2 août 1987 à Cloncurry en Australie, est un athlète australien spécialiste du saut en longueur. 

## Palmarès

### Universiade
- Athlétisme à l'Universiade d'été de 2007 à Bangkok,  Thaïlande
  -  Médaille d'or du saut en longueur

### Championnats du monde junior d'athlétisme
- Championnats du monde junior d'athlétisme 2006 à Pékin,  Chine
  -  Médaille d'or du saut en longueur